# North Bedburn
North Bedburn var en civil parish från 1866 till 1937 då den blev en del av Wolsingham, Crook and Willington och South Bedburn, i grevskapet Durham, i England. Civil parish var belägen 15 km från Durham och hade 2 122 invånare år 1931.